# Cantó de Cuiseaux
El cantó de Cuiseaux és un cantó francès del departament de Saona i Loira, situat al districte de Louhans. Té 9 municipis i el cap és Cuiseaux.

## Municipis
- Champagnat
- Condal
- Cuiseaux
- Dommartin-lès-Cuiseaux
- Flacey-en-Bresse
- Frontenaud
- Joudes
- Le Miroir
- Varennes-Saint-Sauveur

## Història
| Data d'elecció                           | Identitat        | Partit                                  | Qualitat |
| ---------------------------------------- | ---------------- | --------------------------------------- | -------- |
| 1945-1949                                | Bernard Morey    |                                         |          |
| 1949-1965                                | Paul Guimet      | RPF, després divers droite              |          |
| 1965-1970                                | Henri Vincent    | Divers droite                           |          |
| 1970-2004                                | René Beaumont    | Divers droite, després UDF, després UMP |          |
| 2004-                                    | Frédéric Cannard | PS                                      |          |
| les dades anteriors no són pas conegudes |                  |                                         |          |
|                                          |                  |                                         |          |

## Demografia
| A partir de 1990: Població sense dobles comptes |